# Mário Eduardo Viaro
Mário Eduardo Viaro (Botucatu, 1968) est un linguiste et traducteur brésilien connu pour ses recherches sur l'étymologie et la morphologie historique de la langue portugaise,. Viaro a été chercheur postdoctoral à l'Université de Coimbra et il est professeur à l'Université de São Paulo, où il coordonne le Centre de Soutien à la Recherche en Étymologie et en Histoire de la Langue Portugaise,,. Il a été chroniqueur pour le magazine Língua Portuguesa de 2006 à 2015 et l'un des organisateurs du « Beco das Palavras », au Musée de la Langue Portugaise, à São Paulo. Il est membre correspondant de l'État de São Paulo de l'Académie Brésilienne de Philologie.